# Іуніт
Іуніт - в єгипетській міфології богиня міста Гермонта (єгип. Іуні). Її ім'я також родинно назві Він (єгипетська назва Геліополя). З Іуніт ототожнювалася Рат-тауі, центром культу якої був Геліополь. Тому можна вважати, що Іуніт також була пов'язана з Геліополем.